# Actiefiguur

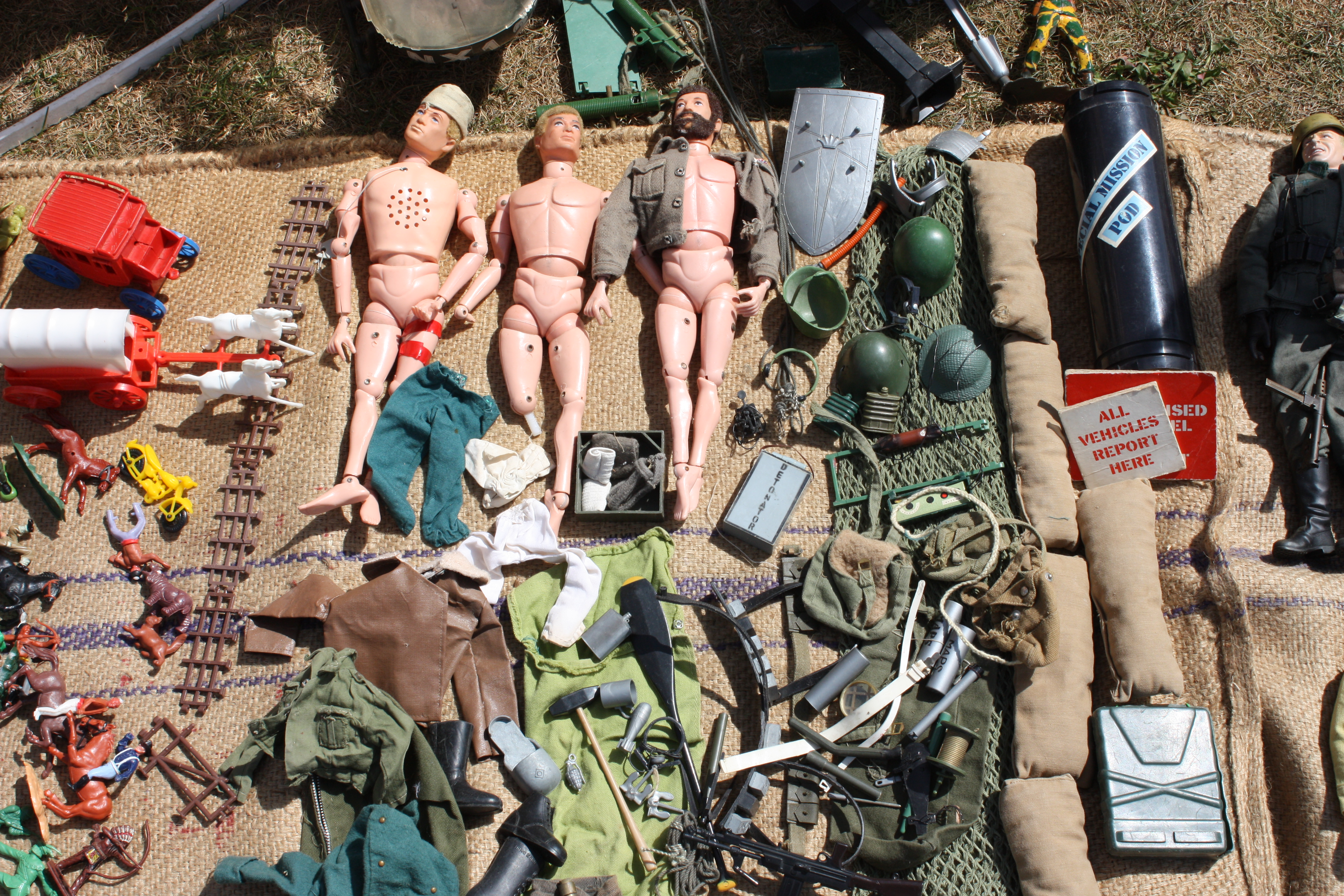
Actiefiguren met accessoires

Een actiefiguur is een plastic figuur met een lengte van enkele centimeters tot soms wel een halve meter groot. Ze zijn meestal gemaakt naar het voorbeeld van een personage uit een film, computerspel of televisieserie, maar soms ook met een origineel thema. De meeste actiefiguren zijn te bewegen bij de armen, benen en nek.
De term "actiefiguur" werd voor het eerst gebruikt in 1964 door Hasbro, ter promotie van hun G.I. Joe-poppen. Deze poppen waren bedoeld voor jongens, maar omdat de term "pop" vooral geassocieerd wordt met speelgoed voor meisjes, bedacht Hasbro de naam "actiefiguur" om het speelgoed beter aan te laten slaan bij de doelgroep.
Bekende actiefiguren zijn onder andere die van Batman, He-Man, M.A.S.K., Ghostbusters en Transformers.